# Oleksandr Sokolow
Oleksandr Jurijowytsch Sokolow (ukrainisch Олександр Юрійович Соколов; * 6. Dezember 1997) ist ein ukrainischer Leichtathlet, der sich auf den Sprint spezialisiert hat.

## Sportliche Laufbahn
Erste internationale Erfahrungen sammelte Oleksandr Sokolow im Jahr 2016, als er bei den U20-Weltmeisterschaften in Bydgoszcz im 100-Meter-Lauf mit 10,65 s im Halbfinale ausschied. Im Jahr darauf wurde er bei den U23-Europameisterschaften ebendort mit der ukrainischen 4-mal-100-Meter-Staffel im Vorlauf disqualifiziert. 2018 scheiterte er bei den Europameisterschaften in Berlin mit 10,43 s in der ersten Runde über 100 Meter aus und belegte mit der Staffel in 38,71 s den fünften Platz. Bei den Leichtathletik-Halleneuropameisterschaften 2019 in Glasgow mit 6,75 s im Vorlauf über 60 Meter aus und anschließend verpasste er bei den World Relays in Yokohama mit 38,84 s den Finaleinzug. Daraufhin schied er bei den U23-Europameisterschaften in Gävle über 100 Meter mit 10,78 s im Halbfinale aus und wurde mit der Staffel erneut im Vorlauf disqualifiziert. Anfang September siegte er dann bei den Balkan-Meisterschaften in Prawez in 10,45 s. Im Jahr darauf gewann er bei den Balkan-Meisterschaften in Cluj-Napoca in 10,35 s die Silbermedaille über 100 Meter sowie in 21,10 s auch im 200-Meter-Lauf sowie in 39,87 s auch mit der 4-mal-100-Meter-Staffel. Bei den Balkan-Hallenmeisterschaften 2021 in Istanbul gewann er in 6,72 s die Silbermedaille über 60 Meter, ehe er bei den Halleneuropameisterschaften in Toruń mit 6,67 s ausschied. 2023 wurde er bei der 2. Liga der Team-Europameisterschaft im Rahmen der Europaspiele in Chorzów in 39,03 s Erster in der 4-mal-100-Meter-Staffel und im Jahr darauf kam er bei den Balkan-Meisterschaften in Izmir mit der Staffel nicht ins Ziel. 2025 schied er bei den Balkan-Hallenmeisterschaften in Belgrad mit 6,79 s in der Vorrunde über 60 Meter aus und Ende Juni wurde er bei der 1. Liga der Team-Europameisterschaft in Madrid in 10,32 s Fünfter im A-Lauf über 100 Meter. Zudem wurde er dort mit der 4-mal-100-Meter-Staffel disqualifiziert. Daraufhin gewann er bei den Balkan-Meisterschaften in Volos in 10,28 s die Silbermedaille über 100 Meter hinter dem Slowenen Jernej Gumilar.
In den Jahren 2020 und 2021 sowie 2024 und 2025 wurde Sokolow ukrainischer Meister im 100-Meter-Lauf. Zudem wurde er 2018 und 2019 sowie 2021 und 2024 Hallenmeister im 60-Meter-Lauf.

## Persönliche Bestzeiten
- 100 Meter: 10,17 s (+1,8 m/s), 19. Juli 2018 in Luzk
  - 60 Meter (Halle): 6,63 s, 2. Februar 2024 in Kiew
- 200 Meter: 20,78 s (+1,0 m/s), 16. August 2020 in Luzk
  - 200 Meter (Halle): 22,51 s, 10. Januar 2018 in Kiew